# 鉢形站
鉢形站（日语：／ Hachigata eki */?），是一個位於埼玉縣大里郡寄居町大字鉢形，屬於東武鐵道東上本線的鐵路車站。車站編號是TJ 37。

## 車站結構
島式月台1面2線的地面車站。設有自動閘機。站舍位於軌道南側，近小川町與月台設有跨線天橋聯絡。

### 月台配置
| 月台 | 路線   | 方向 | 目的地                         |
| ---- | ------ | ---- | ------------------------------ |
| 1    | 東上線 | 下行 | 寄居方向                       |
| 2    | 東上線 | 上行 | 小川町、川越、和光市、池袋方向 |

## 使用情況
2016年度1日平均上下車人次為1,110人。
開業以後一日平均上下車人次、上車人次的推移如下表。
| 年度               | 一日平均 上下車人次 | 一日平均 上車人次 |
| ------------------ | ------------------- | ----------------- |
| 2003年（平成15年） | 1,164               |                   |
| 2004年（平成16年） | 1,217               |                   |
| 2005年（平成17年） | 1,217               |                   |
| 2006年（平成18年） | 1,196               |                   |
| 2007年（平成19年） | 1,175               |                   |
| 2008年（平成20年） | 1,179               |                   |
| 2009年（平成21年） | 1,148               |                   |
| 2010年（平成22年） | 1,138               |                   |
| 2011年（平成23年） | 1,100               |                   |
| 2012年（平成24年） | 1,091               |                   |
| 2013年（平成25年） | 1,073               |                   |
| 2014年（平成26年） | 1,085               |                   |
| 2015年（平成27年） | 1,078               |                   |
| 2016年（平成28年） | 1,110               |                   |

## 相鄰車站
東武鐵道
 東上本線
男衾（TJ 36）－鉢形（TJ 37）－玉淀（TJ 38）

## 外部連結
- 鉢形（車站資訊） - 東武鐵道